# Fornax cégcsoport
A Fornax-cégcsoport 1991 óta van jelen a magyarországi informatikai piacon. A kezdetben még telefonfülkék korszerűsítésével foglalkozó cég mára egy több tagból álló – 100 százalékban magyar tulajdonban lévő – cégcsoporttá nőtt, amely nemzetközi ügyfelekkel is rendelkezik.  

## Cégtörténet
A Fornax alapítása 1989-1990-re tehető, amikor hazai informatikusok egy kisebb csoportja egy céget alapított Budapesten, a Táltos utcában. A Fornax a nevét a Föld déli féltekén látható Kemence csillagképtől kapta.

### Belépés a pénzügyi IT szektorba
A Fornax első nagyobb megrendelője a Budapesti Értéktőzsde (BÉT) volt, amely 42 év kihagyás után újranyitott 1990-ben, amelyhez a Fornax egy átlátható tőzsdei tartalom- és adatszolgáltatási szoftverrendszer bevezetésével járult hozzá.

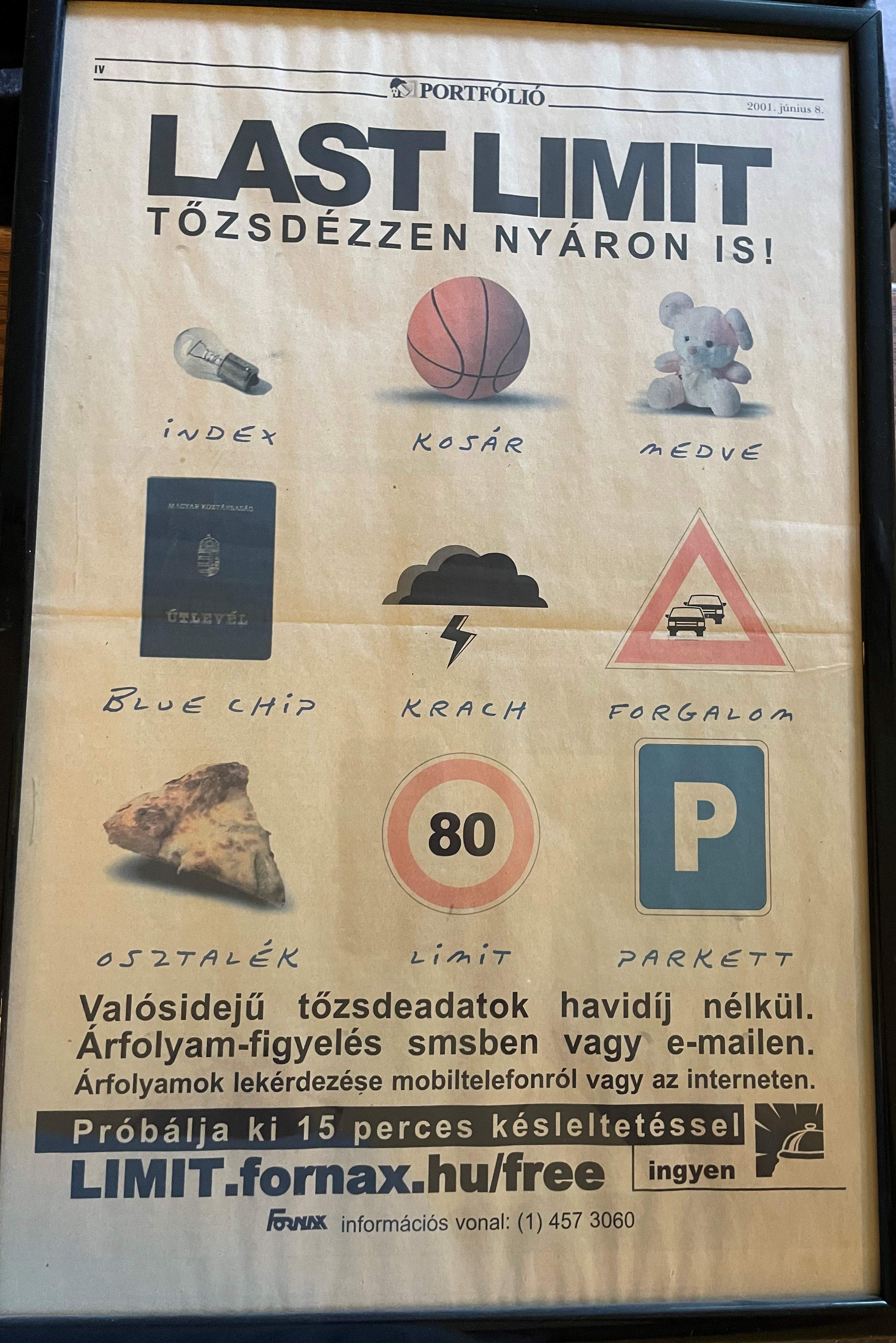
Fornax Monitor hirdetés 1992-ből

Korábban kaotikus állapotok uralkodtak ugyanis az értéktőzsdén, amely kikiáltásos rendszerben működött, vagyis az üzletkötések élőszóban, nehezen követhető módon történtek. Gyakoriak voltak a viták, amelyek mérséklésére káromkodás elleni bírságot is be kellett vezetni. A Fornax munkatársai a tőzsdeteremben élőszóban elhangzó árfolyamváltozásokat és üzletkötéseket szoftveresen rögzítették, majd a terem kivetítőin megjelenítették. Az adatokat később továbbították a Fornax központba, ahonnan a kereskedéssel kapcsolatos információk szélesebb körben terjeszthetővé váltak – ezt lett a később Fornax Monitor néven ismertté vált Tőzsde Monitor. A Fornax Monitorból később 5,25"-es hajlékonylemezen forgalmazott, otthon telepíthető dobozos verzió is készült.
A Fornax fejlesztői közreműködésével később megnyitották az első budapesti Tőzsde Kávézót a Petőfi Sándor utcában. A szakemberek egy asztali gépbe beépítettek több videokártyát, majd – miután nem találtak akkoriban több monitort vezérlő segédprogramot – megírták az ahhoz szükséges szoftvert. A nyitás után azonnal népszerű lett a valós idejű kereskedelmi adatok kínáló kávézó, így az első létesítmény megnyitását a későbbiekben még további 11 követte.
A pénzügyi informatika területén fontos lépésnek számított még a Budapesti Árutőzsde (BÁT) megbízása saját tőzsde termi nyílt kikiáltásos kereskedelmi szoftverrendszerének kialakítására, valamint később az elszámolóházi és elektronikus kereskedési szoftverének fejlesztésére, amely a határidős és opciós termékekre egyaránt vonatkozott. 1993-ra a tőzsdei kereskedés növekedése szükségessé tette, hogy az értékpapír- és áru elszámolási rendszert a kapacitáshiánnyal küzdő BÉT-től és BÁT-tól egy külső szervezet vegye kézbe. 1993-ban erre a célra alakult a Központi Elszámolóház és Értéktár (Budapest) Zrt. (KELER Zrt.), amely a szoftveres megoldásait a Fornax munkatársaival együttműködve dolgozta ki.

### Távközlés a rendszerváltást követően
A rendszerváltás után négy évvel elindult a magyar távközlés magánosítása. Ennek keretén belül a Matáv értékesítése a közép- és kelet-európai térség addigi legnagyobb privatizációja volt. A Matáv új tulajdonosainak a privatizációs időszak végén a nyugati országokhoz viszonyított technikai elmaradottság felszámolásával kellett foglalkozniuk. A hátrány leggyorsabban a külföldi technológia adaptálásával volt csökkenthető. Az egyik legfontosabb kihívást a Matáv akkori szegényes kapacitása jelentette, amely nem volt képes kiszolgálni a lakosság növekvő igényeit.

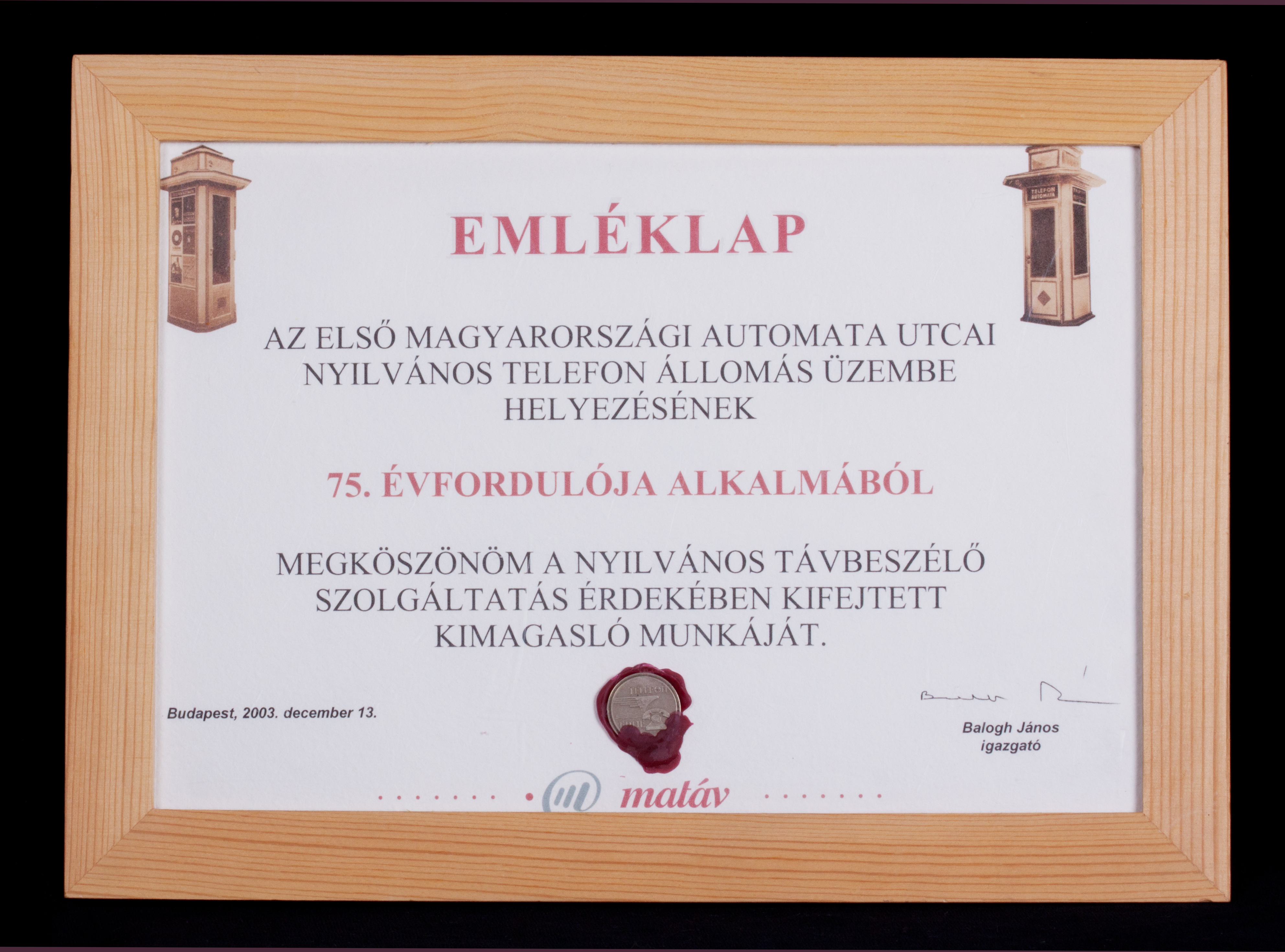
Emléklap a Fornax archívumából

1996-ban a Fornax a cégek számára vonaltöbbszörözőket kínált, amelyek segítségével egy drótpáron az addigi egy telefonvonal helyett akár 30 telefonvonal is működhetett. A Fornax által forgalmazott megoldás bevezetésével 500 ezer digitális előfizetői vonal épült ki rekordsebességgel, amelynek köszönhetően a MATÁV távközlési berendezéseinek kapacitása megtöbbszöröződött. Ugyancsak 1996-ban a vállalat Magyarországon elsőként szállított 128 kbps átviteli sebességre alkalmas végberendezést közel százezer internet-előfizető számára. A Fornax által fejlesztett és telepített távközlési berendezéseket ma is 60-80.000 előfizető nap, mint nap használja.
A magyar telekommunikáció modernizálása 1999-re eljutott odáig, hogy a Matáv immár működésének finomhangolására koncentrálhatott. Ennek érdekében nemzetközi tendert írt ki munkafolyamat-kezelő informatikai rendszerének teljes korszerűsítésére és a hazai telefonhálózat hatékonyságának növelésére. A Fornax jelentkezett a feladatra, és kifejlesztette a munkafolyamat- és munkaerő-kezelő szoftverrendszerének, az Eventusnak az első verzióját. Az Eventus később jól vizsgázott, amelyet a Matáv jogutódja napjainkban is használ.

### Nemzetközi terjeszkedés
A Hrvatski Telekom 1999-ben kezdte meg működését. A tulajdonosnak hasonló állapotokkal kellett szembenéznie, mint Magyarországon a rendszerváltás után a Matáv esetében. A magyarországi tapasztalatokra építve a vállalat 2000-ben Horvátországban is megkezdje az Eventus telepítését. Ennek érdekében az alapok lefektetése után a cég egy helyi mérnökcsapat kiválasztásával létrehozta első külföldi leányvállalatát, ekkor alakult meg a Fornax Informatika d.o.o.
A Fornax 2006-ban leányvállalatot alapított Szlovákiában is, ahol a Slovak Telekomnál kellett megoldania azt a munkaszervezési káoszt. A feladatot a Fornax-Informatika Slovensko s.r.o. kezelte.

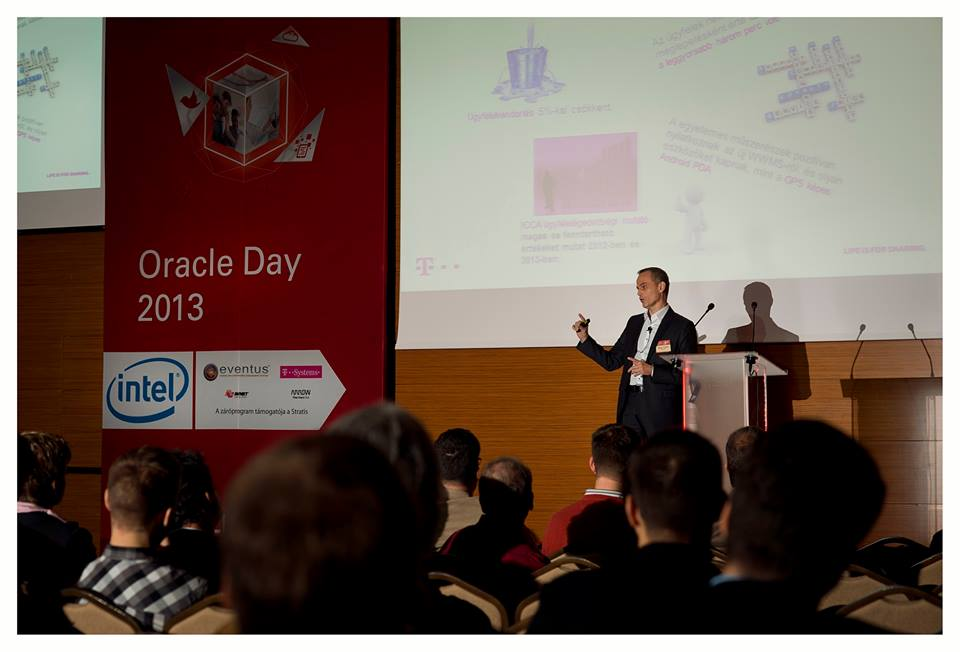
Nagy Zoltán előadása az Oracle OpenWorld konferencián

A Crnogorski Telekomnál, a Deutsche Telekom montenegrói leányvállalatánál 2011-ben vezették be az Eventus-t a Fornax Podgorica d.o.o. bevonásával. A rendszerrel a montenegrói távközlési vállalatnál jelentősen csökkent az egyes munkafolyamatok végrehajtására szánt idő, ezzel párhuzamosan pedig javultak a pénzügyi- és ügyfél-elégedettségi mutatók. A Crnogorski Telekom 2013-ban nagymértékű, 60 százalékos hatékonyságnövekedésről számolt. Az eredményről Nagy Zoltán, a Fornax képviseletében tartott előadást az Oracle OpenWorld-ön.
2012-ben világossá vált, hogy a Fornax kinőtte addigi szervezeti kereteit. Létrejött a Fornax Csoport. A Fornax ZRt-ből kivált a nagyvállalati megoldásokat kínáló Fornax SI Kft. Ezzel párhuzamosan a Fornax ZRt. telekommunikációs tevékenységét átadta az iFlow Kft-nek, amely cég neve ezzel egy időben Fornax ICT Infokommunikációs Megoldások Kft-re változott.
A Fornax 2020-ban ünnepelte 30 éves jubileumát.

## Szakmai műhely
A Fornax-ban az anyagi biztonság megteremtetését követően teret kapott a kísérletező kedv. 1997-ben például a vállalat korábban videojáték-fejlesztéssel foglalkozó szakemberei a VRML három dimenziós technológiával kezdtek el kísérletezni. Miközben a piacon még a gombok 3D modellezése volt jellemző, addig a Fornax műhelyében olyan 3D-s modellek készültek, mint a „Séta a Holdon”, a „Virtuális vasútmodell terepasztal”, vagy a „Vízi világ”. A virtuális holdsétához vagy vonatvezetéshez a fejlesztőknek teljesen új programnyelvet kellett kialakítaniuk és minden akkor ismert internetböngészőhöz más plugin készült.
A csapat a VRML technológiával történt kísérletezés során jelentős szakértelemre és tapasztalatra tett szert a webfejlesztés területén. Erre felfigyeltek olyan cégek is, akik profiljukból adódóan magas technikai színvonalú vállalati honlapot szerettek volna, mint például a Porsche Hungária, a Siemens, a Napi Gazdaság vagy a Totalcar. Utóbbi alapításában a Fornax jelentős szerepet vállalt.

## A cégcsoport tagjai
A Fornax Zrt. a kutatás-fejlesztés és a startup projektek támogatása mellett komplex informatikai megoldásokat kínál. Jelentős tapasztalattal rendelkezik az országos lefedettségű informatikai rendszerek kiépítésében és egyéb pénzügyi informatikai megoldások területén.
A Fornax ICT fő tevékenysége Különböző szoftverek, rendszerek, főként workflow és workforce menedzsment megoldások implementációja, amelyen felül third party” termékek, rendszerek és alkalmazások integrációját is kínálja. A Fornax ICT által fejlesztett Eventus munkafolyamat- és munkaerőkezelő szoftverrendszerét számos európai országban alkalmazzák és több hazai, illetve nemzetközi díjjal[10] is elismerték már.
A Fornax SI Nagyvállalati Megoldások Kft. amellett, hogy teljes körű szolgáltatásokat nyújt a vállalatirányítási rendszerek, az informatikai rendszerintegráció és a tevékenységkiszervezés területén, az ezekhez a területekhez köthető tanácsadói feladatokban is élen jár[11].
A kilencvenes évek végére a Fornax a közép-európai régió több országában is megjelent, így a hazai cégek mellett a társaság külföldi leányvállalatai Montenegróban (Fornax ME) és Horvátországban (Fornax HR) működnek, szintén informatikai területen.

## Eventus
Az Eventus a Fornax saját fejlesztésű megoldása, amely öt modulból áll:
- Eventus Workflow and Workforce Management több díjat elnyert, vállalati munkafolyamat- és munkaerőmenedzsment megoldás.
- Eventus Process Management döntéstámogató modul, amely átláthatóbbá teszi az üzleti alkalmazásokat vezérlő szabályokat és eljárásokat.
- Eventus Diagnostic, amely az ügyfélproblémák kiváltó okának automatizált azonosításában segíti az ügyfélszolgálatok munkáját.
- Eventus Inventory, amely egy objektumorientált nyilvántartórendszer, amelyben az entitásokat a katalógusban meghatározott típusokból származó példányok képviselik.
- Eventus Rostering, amely az egy vagy több műszakos munkavégzés mellett a megszakítás nélküli munkavégzés szervezését támogatja, többek között személyre szabott munkarendkészítéssel.

## Díjak, elismerések

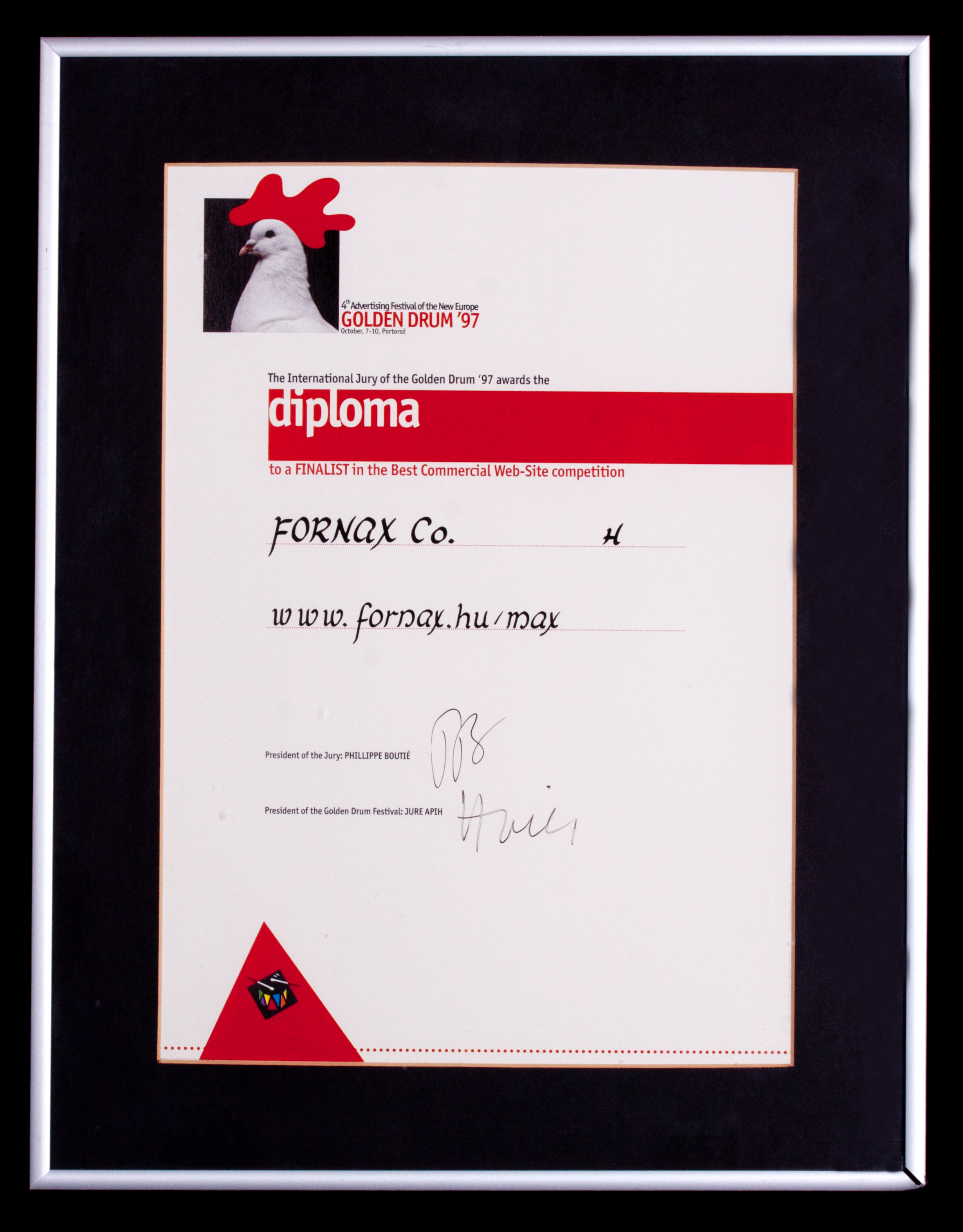
Golden Drum díj 1997-ből

- 1997: Golden Drum – Ezüst Egér díj
- 2001: E Journal – Év legjobb integrációs megoldása ( KELER számára fejlesztett Üzenetkezelő Diszpécsert díjazták)
- 2003: WFMC Giga Information Group WARIA – Global Excellence in Workflow Awards ezüst díj (Eventus rendszer)
- 2008: IT Business – Leadership Award (Eventus)
- 2008: Magyar Innovációs Alapítvány – XVII. Magyar Innovációs Nagydíj Pályázat döntős (Magyar Telekom részére szállított hibafelismerő- és elhárító rendszerét (E2E TSS)
- 2010: Magyar Telekom – Delfin Díj fenntarthatóság témakörben[10]
- 2012: IT Europe Publications – European Software Excellence Awards (Eventus natív Android kliens)
- 2012: SAP Hungary Kft. – A leginnovatívabb partner SAP All-in-One
- 2013: SAP Hungary Kft. – Minősített közszféra partner
- 2014: SAP Quality Awards – Arany fokozatú díj (MVMI Zrt és Fornax SI projekt)
- 2015: Magyar Telekom – Delfin Díj oklevél a fenntarthatóságért

## Fontosabb Fornax projektek
- E.ON Hungária Zrt. – Áram- és gázüzletág munkaidő-nyilvántartó rendszer
- FÖMI – Munkaidő-nyilvántartó rendszer
- Hrvatski Telekom – munkafolyamat- és munkaerő-menedzselő WWMS rendszer
- HungaroControl – új Szolgálatvezénylő modul
- Invitel – TSS (Troubleshooting System) rendszer
- Magyar Telekom Nyrt. – díjnyertes integrált munkafolyamat és munkaerő irányítás és TSS
- MÁV GSM-R – GSM-R hálózat komplex rendszertámogatása
- Montenegró Telekom – munkaidő-nyilvántartó rendszer
- MVMNET – Optikai nyilvántartó rendszer
- OKTF NHI – Hulladékgazdálkodási Alaprendszer
- Országos Mentőszolgálat – Betegszállítás Irányítási Rendszer
- UPC Magyarország – munkafolyamat és munkaerőirányító rendszer
- Vodafone Magyarország – front és back-office folyamatok workflow támogatása